# Centronodus flavus
Centronodus flavus är en insektsart som beskrevs av William D. Funkhouser 1930. Centronodus flavus ingår i släktet Centronodus och familjen hornstritar. Inga underarter finns listade i Catalogue of Life.